# Famille Mordini
Pour les articles homonymes, voir Mordini.
La famille Mordini est une noble famille italienne.

## Histoire
La maison de Mordini est une famille patricienne de Florence, dont la notoriété émerge au début de la Renaissance italienne, au Trecento (XIIIe siècle italien),,.
Le premier blason attesté était utilisé sur le territoire pisan et consistait en une tour rouge, sous laquelle un léopard était représenté mordant une épée d'or.
À Barga, il y a le palazzo Mordini, autrefois la résidence privée du sénateur Antonio Mordini, et aujourd'hui le Musée du Risorgimento italien.
À Castelfidardo, il y a un autre bâtiment appartenant à la famille et aujourd'hui transformé en bibliothèque municipale.

## Personnalités
Antonio Mordini (1819-1902), ministre des Travaux publics et sénateur du royaume d'Italie, prodictateur de Sicile et convoque le Plébiscite des provinces siciliennes de 1860 qui contribue de facto à la fusion avec le royaume d'Italie naissant.